# Elisabeth Böckel
Elisabeth Böckel foi uma patinadora artística alemã. Ela conquistou uma medalha de bronze em campeonatos mundiais.

## Principais resultados

### Individual feminino
| Resultados                                            | Resultados        | Resultados        | Resultados       | Resultados        | Resultados       | Resultados    | Resultados    | Resultados    |
| Internacional                                         | Internacional     | Internacional     | Internacional    | Internacional     | Internacional    | Internacional | Internacional | Internacional |
| Evento/Temporada                                      | 1918– 1919        | 1919– 1920        | 1920– 1921       |                   | 1924– 1925       | 1925– 1926    |               |               |
| ----------------------------------------------------- | ----------------- | ----------------- | ---------------- | ----------------- | ---------------- | ------------- | ------------- | ------------- |
| Campeonato Mundial                                    |                   |                   |                  | Medalha de bronze | 4.ª              |               |               |               |
| Nacional                                              |                   |                   |                  |                   |                  |               |               |               |
| Campeonato Alemão                                     | Medalha de bronze | Medalha de bronze | Medalha de prata |                   | Medalha de prata |               |               |               |
|                                                       |                   |                   |                  |                   |                  |               |               |               |
| Legenda: Competição não foi disputada nesta temporada |                   |                   |                  |                   |                  |               |               |               |

### Duplas

#### Com Otto Hayek
| Campeonato Mundial | 9.ª |